# Kravany, Poprad
Kravany este o comună slovacă, aflată în districtul Poprad din regiunea Prešov. Localitatea se află la altitudinea de 710 m deasupra n.m., se întinde pe o suprafață de 24,34 km2 și în 2017 număra 916 locuitori. Se învecinează cu Vikartovce și Spišské Bystré.

## Istoric
Localitatea Kravany este atestată documentar din 1317.

## Demografie
| An:                | 1994 | 2004   | 2014    | 2024   |
| ------------------ | ---- | ------ | ------- | ------ |
| Număr de persoane: | 774  | 817    | 903     | 900    |
| Diferență:         |      | +5,55% | +10,52% | −0,33% |

| An:                | 2023 | 2024   |
| ------------------ | ---- | ------ |
| Număr de persoane: | 890  | 900    |
| Diferență:         |      | +1,12% |